# Liga de Corinto

La Liga de Corinto. En rojo, el reino de Filipo II a su muerte, 336 a. C.

La Liga de Corinto (originalmente la Liga Helénica) era una federación de los estados griegos creada por el rey de Macedonia, Filipo II, después de la batalla de Queronea en 338 a. C. y durante el invierno de 338 a. C.-337 a. C. 
La Liga de Corinto se trataba en un principio de un simple tratado de paz, aunque luego resultó una alianza con el propósito de invadir Persia y de vengar la profanación de los santuarios griegos durante las guerras médicas. La liga se creó a fin de facilitar el uso de fuerzas militares en la guerra contra el Imperio Aqueménida de Darío III. La Liga de Corinto era, además, una organización que tenía el propósito de preservar y garantizar la paz general (koine eirene).
Las principales cláusulas eran:
- Se garantizaban las constituciones de las polis miembros al unirse.
- El Sinedrión, o congreso de representantes, se reuniría en Corinto.
- La Liga actuaría a fin de prevenir cualquier agresión o subversión contra cualquier otro polis miembro.
- La Liga mantendría un ejército impuesto por los polis miembros en proporción aproximada a sus tamaños.
- Filipo sería declarado comandante (hegemon) del ejército de la Liga.[2]

En conjunto, con las cláusulas de la Liga, Filipo tendría soldados en Corinto, Tebas, Pidna y Arta.
Los objetivos de esta liga eran:
- Derrotar y eliminar al Imperio persa finalmente.
- Liberar las ciudades griegas de Asia Menor de la opresión del Imperio persa.[3]

En conclusión podemos decir que la liga de Corinto fue una federación de los estados griegos creada y dirigida por el rey de Macedonia, Filipo II, después de la batalla de Queronea en 338 a. C. y durante el invierno de 338 a. C.-337 a. C., con el fin de derrotar y eliminar al Imperio persa finalmente y liberar las ciudades griegas de la opresión del Imperio persa.

## Antecedentes
A partir de mediados del siglo IV a. C., el sistema de ciudades-estado (poleis) fue gradualmente cuestionado por las ideas de unidad panhelénica, propugnadas por algunos escritores y oradores, entre ellos Isócrates, que instó al rey Filipo (en la oración Filipo de Isócrates) a unificar las potencias griegas contra los persas. La unidad panhelénica sólo se logró con el ascenso de Macedonia. Tras su victoria en la Batalla de Queronea (337 a.C.), Filipo pudo imponer un acuerdo en el sur de Grecia, que todos los estados aceptaron, con la excepción de Esparta. Filipo no tenía intención de asediar ninguna ciudad, ni siquiera de conquistarla, sino que quería a los griegos del sur como aliados para su planeada campaña contra los persas. En los meses posteriores a la batalla, se movió por Grecia haciendo la paz con los estados que se le oponían, tratando con los espartanos, e instalando guarniciones. A mediados del año 337 a.C., parece que acampó cerca de Corinto y comenzó los trabajos para establecer una liga de las ciudades-estado, que garantizaría la paz en Grecia y proporcionaría a Filipo ayuda militar contra Persia. Los principales términos de la concordia fueron que todos los miembros se convirtieron en aliados entre sí, y de Macedonia, y que todos los miembros tenían garantizada la libertad de ataque, la libertad de navegación, y la libertad de injerencia en los asuntos internos. El consejo declaró entonces la guerra a Persia y votó a Filipo como strategos para la próxima campaña.

## Tratado de paz común
(Fragmentos de una inscripción encontrada en Atenas)

### Texto
En griego:

[․․․․․․․․․21․․․․․․․․․․ Ποσ]ειδῶ ․․5․․
․․․․․․․․․․22․․․․․․․․․․ς ἐμμεν[ῶ ․․․․]
․․․․․․․․․․22․․․․․․․․․․νον[τ]ας τ․․․․
[․․․․․․․․18․․․․․․․․ οὐδ]ὲ ὅπλα ἐ[π]οί[σω ἐ]-
[πὶ πημονῆι ἐπ’ οὐδένα τῶν] ἐμμενόντ[ω]ν ἐν τ-
[οῖς ὅρκοις οὔτε κατὰ γῆν] οὔτε κατὰ [θ]άλασ-
[σαν· οὐδὲ πόλιν οὐδὲ φρο]ύριον καταλήψομ-
[αι οὔτε λιμένα ἐπὶ πολέ]μωι οὐθενὸς τῶν τ-
[ῆς εἰρήνης κοινωνούντ]ων τέχνηι οὐδεμι-
[ᾶι οὔτε μηχανῆι· οὐδὲ τ]ὴν βασιλείαν [τ]ὴν Φ-
[ιλίππου καὶ τῶν ἐκγόν]ων καταλύσω ὀδὲ τὰ-
[ς πολιτείας τὰς οὔσας] παρ’ ἑκάστοις ὅτε τ-
[οὺς ὅρκους τοὺς περὶ τ]ῆς εἰρήνης ὤμνυον·
[οὐδὲ ποιήσω οὐδὲν ἐνα]ντίον ταῖσδε ταῖς
[σπονδαῖς οὔτ’ ἐγὼ οὔτ’ ἄλ]λωι ἐπιτρέψω εἰς
[δύναμιν, ἀλλ’ ἐάν τις ποε̑ι τι] παράσπονδ[ον] πε-
[ρὶ τὰς συνθήκας, βοηθήσω] καθότι ἂν παραγ-
[γέλλωσιν οἱ ἀεὶ δεόμενοι] καὶ πολεμήσω τῶ-
[ι τὴν κοινὴν εἰρήνην παρ]αβαίνοντι καθότι
[ἂν ἦι συντεταγμένον ἐμαυ]τῶι καὶ ὁ ἡγε[μὼ]-
[ν κελεύηι ․․․․․12․․․․․ κα]ταλείψω τε․․
— — — — — — — — — — — — — :𐅃
[— — — — — — — — — — : Θεσ]σαλῶν :Δ
[— — — — — — — — — — — ῶ]ν :ΙΙ
[— — — — — — — — — Ἐλειμ]ιωτῶν :Ι
[— — — — Σαμοθράικων καὶ] Θασίων :ΙΙ
— — — — — — — — — ων :ΙΙ: Ἀμβρακιωτ[ῶν]
[— — — — — — — ἀ]πὸ Θράικης καὶ
[— — — — — :] Φωκέων :ΙΙΙ: Λοκρῶν :ΙΙΙ
[— — — — Οἰτ]αίων καὶ Μαλιέων καὶ
[Αἰνιάνων :ΙΙΙ: — καὶ Ἀγ]ραίων καὶ Δολόπων :𐅃
[— — — — — — : Πε]ρραιβῶν :ΙΙ
[— — — — — : Ζακύνθο]υ καὶ Κεφαληνίας :ΙΙΙ

Traducción

Juramento. Lo juro por Zeus, Gea, Helios, Poseidón y todos los dioses y diosas. Acataré la paz común y no romperé el acuerdo con Filipo, ni tomaré armas por tierra o mar, dañando a ninguno de los que se adhieren a los juramentos. Tampoco tomaré ninguna ciudad, ni fortaleza, ni puerto mediante astucia o artificio, con intención de hacer la guerra contra los beligerantes. Ni depondré el reinado de Filipo o de sus descendientes, ni las constituciones existentes en cada estado, cuando hicieron los juramentos de paz. Tampoco haré nada contrario a estos acuerdos, ni permitiré que nadie más lo haga en la medida de lo posible. Pero si alguien comete alguna infracción del tratado, acudiré en apoyo de los que lo necesiten y lucharé contra los transgresores de la paz común, según lo decida (el consejo) y lo solicite el hegemón y no abandonaré--------
 los tesalios--elimiotas--samotracios y tasios---ambraciotas---de Tracia y---focidios, locrios---eteos y melieos y enianes --y agreos y dólopes---perrebos---de Zacinto y de Cefalonia.

## La Liga durante las campañas de Alejandro Magno
La decisión de la destrucción de Tebas como transgresora del citado juramento fue tomada por el consejo de la Liga de Corinto por una amplia mayoría. Más allá de la violación del juramento, el consejo juzgó que los tebanos eran así castigados definitivamente por su traición a los griegos durante las guerras médicas. La Liga es mencionada por Flavio Arriano (I, 16, 7), tras la Batalla del Gránico (334 a. C.). Alejandro envió una unidad de 300 soldados armados con panoplias al templo de Palas Atenea en Atenas, con la siguiente inscripción:

Alejandro, hijo de Filipo, y los helenos, excepto los lacedemonios, de los bárbaros que habitan en Asia

Asimismo, Diodoro Sículo (17.48.[6]) menciona la decisión del Consejo en el 333 a. C., después de la batalla de Issos, de enviar embajadores para otorgar a Alejandro Magno una corona de oro como reconocimiento por su victoria. Durante el 331 a. C., después de la batalla de Megalópolis, Esparta solicitó a Alejandro negociaciones de paz, a las que este accedió con la condición de que los lacedemonios se unieran entonces a la Liga de Corinto. Durante la campaña asiática, Antípatro de Macedonia fue nombrado hegemón adjunto de la Liga, mientras que Alejandro señaló a los atenienses que en caso de que le ocurriera algo a él, ellos asumirían el poder sobre Grecia.

### Consecuencias
La Liga se disolvió tras la Guerra lamiaca (322 a. C.).
Durante el 302 a. C. Antígono I Monóftalmos y su hijo Demetrio I de Macedonia (Demetrio Poliorcetes) intentaron revivir la federación contra Casandro.(Guerra de Cleómenes).. Reunió de nuevo la mayoría de los Estados griegos (a excepción de Esparta, Mesenia y Tesalia) contra Casandro, nuevo señor de Macedonia y debía servir para controlar Grecia, mientras que una guarnición antigónida se instala en Corinto. Una inscripción epigráfica encontrada en Epidauro arroja luz sobre su estatus jurídico Esta liga es similar a una symmachia, es decir, una alianza militar temporal, aunque teóricamente apunta a una “paz común”.
Antígono III de Macedonia (rey de Macedonia del 229 a. C. al 221 a. C.) también revivió la Liga contra Esparta durante el 224 a. C.. Además de estos dos estados aliados, reúne a los epirotas, los focídicos, los beocios, los acarnanios, los locrios de Oponte y los griegos bajo dominación macedonia (tesalios y eubeos). A diferencia de las anteriores Ligas de Corinto, esta liga reúne a federaciones y ya no a ciudades. Cada uno de los estados conserva su autonomía interna y envía representantes a un Consejo Federal (synedrion) previa convocatoria del Rey de Macedonia como hegemón. Las decisiones del Consejo Federal deben ser ratificadas por las autoridades internas de los Estados miembros. Esta liga finalmente resulta diferente de las anteriores porque los Estados, más poderosos que los de finales del siglo IV a. C., disfrutan de más autonomía. La liga duró hasta el reinado de Filipo V de Macedonia, desde el 221 al 179 a. C.